# Cinéma postmoderniste
Le cinéma postmoderniste est une classification d'œuvres qui articulent les thèmes et les idées du postmodernisme à travers le cinéma. Le film postmoderne tente de renverser les conventions dominantes de structure narrative et de caractérisation, et teste la suspension d'incrédulité du public,,.
En règle générale, ces films brisent également le fossé culturel entre l'art élitiste et l'art populaire et bouleversent souvent les représentations typiques du genre, de la race, de la classe, du genre artistique et du temps dans le but de créer quelque chose qui ne respecte pas l'expression narrative traditionnelle.

## Vue d'ensemble du postmodernisme
Le postmodernisme est un paradigme complexe de différentes philosophies et styles artistiques. Le mouvement est apparu en réaction au modernisme élevé. Le modernisme est un paradigme de pensée et de vision du monde caractérisé de manières spécifiques contre lesquelles le postmodernisme a réagi. Le modernisme s'est intéressé aux récits maîtres et méta de l'histoire de nature téléologique. Les partisans du modernisme ont suggéré que le progrès sociopolitique et culturel était inévitable et important pour la société et l'art. Les idées d'unité culturelle (c'est-à-dire le récit de l'Occident ou quelque chose de similaire) et les hiérarchies de valeurs de classe qui accompagnent une telle conception du monde est un autre marqueur du modernisme. En particulier, le modernisme a insisté sur une division entre les formes d'art «basses» et les formes d'art « élevées » (créant davantage de jugements de valeur et de hiérarchies). Cette dichotomie est particulièrement centrée sur le fossé entre la culture officielle et la culture populaire. Enfin, mais pas de manière exhaustive, il y avait une foi dans le «réel» et le futur et la connaissance et la compétence de l'expertise qui imprègne le modernisme. Au fond, il contenait une confiance sur le monde et la place de l'humanité en son sein.
Le postmodernisme tente de subvertir, de résister et de se démarquer des préoccupations du modernisme dans de nombreux domaines (musique, histoire, art, cinéma, etc.). Le postmodernisme est apparu à une époque non définie par la guerre ou la révolution mais plutôt par la culture médiatique. Contrairement au modernisme, le postmodernisme n'a pas foi dans les récits de maître de l'histoire ou de la culture ou même dans le moi en tant que sujet autonome. Le postmodernisme s'intéresse plutôt à la contradiction, à la fragmentation et à l'instabilité. Le postmodernisme se concentre souvent sur la destruction des hiérarchies et des frontières. Le mélange de différentes époques et périodes ou styles d'art qui pourraient être considérés comme « élevés » ou « bas » est une pratique courante dans le travail postmoderne,. Cette pratique est appelée pastiche. Le postmodernisme adopte une vision profondément subjective du monde, de l'identité et de l'art, postulant qu'un processus sans fin de signification et de signes est là où se trouve toute « signification »,. Par conséquent, le postmodernisme démontre ce qu'il perçoit comme un monde, un temps et un art fracturés.

## Éléments spécifiques
Le film moderniste est arrivé à maturité dans les époques entre la Première et la Seconde Guerre mondiale avec des caractéristiques telles que le montage, l'imagerie symbolique, l'expressionnisme et le surréalisme (en vedette dans les œuvres de Luis Buñuel, Fritz Lang et Alfred Hitchcock) tandis que le film postmoderne — similaire au postmodernisme comme un tout — est une réaction aux œuvres modernistes de son domaine, et à leurs tendances (comme la nostalgie et l'angoisse). Le cinéma moderniste « a exploré et exposé les préoccupations formelles du médium en les plaçant au premier plan de la conscience. Le cinéma moderniste questionne et rend visible les pratiques de production de sens du cinéma ». La théorie de l'auteur et l'idée d'un auteur produisant une œuvre à partir de sa vision singulière ont guidé les préoccupations du cinéma moderniste,. « Enquêter sur la transparence de l'image est moderniste mais saper sa référence à la réalité, c'est s'engager dans l'esthétique du postmodernisme ». Le film moderniste fait plus confiance à l'auteur, à l'individu et à l'accessibilité de la réalité elle-même qu'au film postmoderne.
Le postmodernisme s'intéresse à bien des égards à l'espace liminal qui serait généralement ignoré par les offres plus modernistes ou traditionnellement narratives. L'idée est que le sens est souvent généré de manière plus productive à travers les espaces, les transitions et les collisions entre les mots et les moments et les images. Henri Bergson écrit dans son livre Creative Evolution : « L'obscurité s'éclaircit, la contradiction s'évanouit, dès qu'on se place le long de la transition, pour y distinguer les états en y faisant des coupures croisées dans les pensées. La raison en est qu'il y a plus dans la transition que la série d'états, c'est-à-dire les coupes possibles - plus dans le mouvement que la série de position, c'est-à-dire les arrêts possibles. ». L'idée maîtresse de cet argument est que les espaces entre les mots ou les coupures dans un film créent autant de sens que les mots ou les scènes eux-mêmes.
Le film postmoderne est souvent séparé du cinéma moderniste et du film narratif traditionnel par trois caractéristiques clés. L'une d'elles est une utilisation intensive de l'hommage ou du pastiche résultant du fait que les cinéastes postmodernes sont ouverts à mélanger de nombreux genres et tons disparates dans le même film. Le deuxième élément est la méta-référence ou autoréflexivité, mettant en évidence la construction et la relation de l'image à d'autres images dans les médias et non à aucune sorte de réalité extérieure. Un film autoréférentiel attire l'attention du spectateur — soit par la connaissance des personnages de leur propre nature fictive, soit par des éléments visuels — que le film lui-même n'est qu'un film. Ceci est parfois réalisé en mettant l'accent sur l'aspect non naturel d'une image qui semble artificielle. Une autre technique utilisée pour réaliser une méta-référence est l'utilisation de l'intertextualité, dans laquelle les personnages du film font référence ou discutent d'autres œuvres de fiction. De plus, de nombreux films postmodernes racontent des histoires qui se déroulent dans un ordre chronologique, déconstruisant ou fragmentant le temps pour, une fois encore, souligner le fait que ce qui apparaît à l'écran est construit. Un troisième élément commun est un pont entre les activités highbrow et lowbrow et les styles artistiques, — par exemple, une parodie du plafond de la chapelle Sixtine de Michel-Ange dans lequel Adam cherche un hamburger de McDonald plutôt que la main de Dieu. Cela illustrerait la fusion du haut et du bas parce que Michel-Ange est largement considéré comme l'un des plus grands de tous les peintres, alors que la restauration rapide est communément nommée parmi les éléments discrets de la société moderne.
L'utilisation de l'hommage et du pastiche peut, en soi, aboutir à une fusion du haut et du bas. Pour cette raison, l'hommage s'accompagne parfois de jugements de valeur des personnages quant à la valeur et la valeur culturelle des œuvres parodiées, garantissant que le spectateur comprenne si la chose référencée est considérée comme un sujet de haut niveau ou de bas niveau.
Enfin, les contradictions de toutes sortes - que ce soit dans la technique visuelle, la morale des personnages ou d'autres choses - sont cruciales pour le postmodernisme, et les deux sont dans de nombreux cas inconciliables. Toute théorie du cinéma postmoderne devrait être à l'aise avec les paradoxes ou les contradictions des idées et de leur articulation>,.

## Exemples postmodernes spécifiques

### Il était une fois dans l'Ouest
Il était une fois dans l'Ouest (1968) de Sergio Leone a souvent été cité par les critiques comme un exemple de western postmoderne,. Le western spaghetti tourne autour d'une belle veuve, un mystérieux flingueur jouant de l'harmonica, un méchant impitoyable et un bandit adorable mais dur qui vient de s'échapper de prison. L'histoire a été développée par Leone, Bernardo Bertolucci et Dario Argento en regardant d'innombrables westerns américains classiques, et le film final est une tentative délibérée de rendre hommage et de subvertir les conventions de genre occidentales et les attentes du public. Parmi les exemples les plus notables d'intertextualité figurent les similitudes de l'intrigue avec Johnny Guitare, la référence visuelle au Train sifflera trois fois d'une horloge arrêtée à midi au milieu d'une fusillade, et le casting de Henry Fonda en tant qu'antagoniste sadique de l'histoire qui était une subversion délibérée  de l'image de Fonda en tant que héros établie dans des films tels que La Poursuite infernale et Le Massacre de Fort Apache réalisé par John Ford,,.

### Blade Runner
Blade Runner (1982) de Ridley Scott est peut-être le film postmoderne le plus connu. Le film de Ridley Scott parle d'une future dystopie où des « réplicants » (cyborgs humains) ont été inventés et sont jugés suffisamment dangereux pour être traqués lorsqu'ils s'échappent. Il y a un effacement énorme des frontières entre les genres et les cultures et les styles qui sont généralement plus séparés avec la fusion de styles et d'époques disparates qui est un trope commun dans le cinéma postmoderne. «Le décor futuriste et l'action se mêlent aux vêtements et bureaux ternes des années 1940, aux coiffures punk rock, au style pop égyptien et à la culture orientale. La population est singulièrement multiculturelle et la langue qu'elle parle est une agglomération d'anglais, de japonais, d'allemand et d'espagnol. Le film fait allusion au genre détective de Raymond Chandler et aux caractéristiques du film noir ainsi qu'aux motifs et images bibliques. Voici une démonstration du mélange des cultures et des frontières et des styles d'art. Le film joue avec le temps (les différents types de vêtements), la culture et le genre en les mélangeant tous ensemble pour créer l'univers du film. La fusion du noir et de la science-fiction est un autre exemple du film déconstruisant le cinéma et le genre. Ceci est une incarnation de la tendance postmoderne à détruire les frontières et les genres en un produit autoréflexif.

### Pulp Fiction
Pulp Fiction de Quentin Tarantino est un autre exemple de film postmoderne,,. Le film raconte les histoires entrelacées de gangsters, d'un boxeur et de voleurs. Le film de 1994 décompose le temps chronologique et démontre une fascination particulière pour l'intertextualité : faire entrer des textes des domaines de l'art traditionnellement « élevés » et « bas »,. Cette mise en avant des médias place le soi comme «une combinaison lâche et transitoire de choix de consommation médiatique ». Pulp Fiction fracture le temps (en utilisant des lignes temporelles asynchrones) et en utilisant les styles des décennies précédentes et en les combinant dans le film. En se concentrant sur l'intertextualité et la subjectivité du temps, Pulp Fiction démontre l'obsession postmoderne des signes et de la perspective subjective comme lieu exclusif de tout ce qui ressemble au sens.

### Autres exemples (sélection)
Outre Blade Runner et Pulp Fiction, le cinéma postmoderne comprend des films tels que :
 
- 8 1/2 (1963)[23]
- Alphaville, une étrange aventure de Lemmy Caution (1965)[24]
- La Montagne sacrée (1973)[25]
- Monty Python : Sacré Graal ! (1975)[26]
- Taxi Driver (1976)[26]
- Blue Velvet (1986)[2],[27]
- Barton Fink (1991)[28],[29]
- Chungking Express (1994)[30]
- Scream (1996)[31]
- The Big Lebowski (1998)[30]
- Cours, Lola, cours (Run Lola Run, 1998)[30]
- Fight Club (1999)[30],[27]
- American Beauty (1999)[30]
- Le Projet Blair Witch (1999)[32]
- The Matrix (1999)[33],[27]
- American Psycho (2000)[32]
- Memento (2000)[30],[27]
- Mulholland Drive (2001)[2],[34]
- Donnie Darko (2001)[35]
- Eternal Sunshine of the Spotless Mind (2004)[35]
- Shaun of the Dead (2004)[32]
- Marie Antoinette (2006)[34]
- Synecdoche, New York (2008)[36]
- Inception (2010)[35]
- Her (2013)[35],[27]

### Quelques exemples de télévision postmoderne
- Les Griffin[37]
- Breaking Bad[37]
- Buffy contre les vampires[38]
- Les Simpson[39]
- Bojack Horseman[40]
- Fleabag
- Neon Genesis Evangelion[41]

## Voir également
- Cinéphilie
- New Hollywood (contenu similaire)
- Théorie de l'auteur
- Film indépendant
- Hyperlien cinéma
- Culture remix